# Ernst Walter Kellermann
Ernst Walter Kellermann (geboren 2. April 1915 in Berlin; gestorben 15. November 2012 in London) war ein deutsch-britischer Physiker.

## Leben
Ernst Walter Kellermann war ein Sohn des Rabbiners und Schulleiters Benzion Kellermann und der Thekla Lehmann (1876–1964). Sein 1910 geborener Bruder Heinz Kellermann (Henry J. Kellermann) wurde US-amerikanischer Diplomat. Er machte 1933 das Abitur am Gymnasium Kaiser-Friedrich-Schule. Nach der Machtübergabe an die Nationalsozialisten wurde ihm als Juden das Studium an der Berliner Universität verwehrt. Er ging deshalb an die Universität Wien, forschte am Institut für Radiumforschung der Akademie der Wissenschaften und wurde 1937 mit der Dissertation „Zur Verfärbung und Lumineszenz des Fluorits“ promoviert. Er emigrierte im September 1937 nach Großbritannien. Sein Freund Friedrich Koczy emigrierte nach Schweden.
Kellermann wurde Mitarbeiter des 1934 aus Deutschland emigrierten Physikers Max Born an der University of Edinburgh. Ein Kollege am Arbeitstisch war Klaus Fuchs. Im Jahr 1939 promovierte Kellermann mit der Arbeit „Theory of the Vibrations of the Sodium Chloride Lattice“.
1940 wurde Walter Kellermann als enemy alien interniert und nach Kanada deportiert, konnte aber bereits 1941 zurückkehren. Er arbeitete nun als Lektor für Physik am University College von Southampton. 1946 nahm er eine Forschungsstelle an der University of Manchester an. Er heiratete die französische Lehrerin Marcelle Loebell (1919–2015), sie hatten drei Kinder, die Tochter Barbara Kellerman wurde Schauspielerin. 1947 erhielten sie die britische Staatsbürgerschaft.
Ab 1949 war er am Department of Physics der University of Leeds tätig, ab 1962 als Senior Lecturer, und war am Haverah Park Cosmic Ray Project des Instituts beteiligt. Kellermann wurde 1980 pensioniert und zog nach London. Er war Unterstützer der Labour Party und Fabianer.

## Schriften (Auswahl)
- Zur Verfärbung und Lumineszenz des Fluorits. Wien : Hölder-Pichler-Tempsky, 1937
- Theory of the Vibrations of the Sodium Chloride Lattice, in: Philosophical Transactions of the Royal Society of London, 238 (1940), S. 513–548
- Science and Technology in France and Belgium. Harlow, 1988
- A Physicist’s Labour in War and Peace. Memoirs 1933–1999. Peterborough, 2004